# Dactylia clavata
Dactylia clavata är en svampdjursart som först beskrevs av Lendenfeld 1889.  Dactylia clavata ingår i släktet Dactylia och familjen Callyspongiidae. Inga underarter finns listade i Catalogue of Life.